# Beke Margit
Beke Margit (Nagyecsed, 1939. november 27. –) magyar egyháztörténész, történelem-orosz szakos középiskolai tanár, az MTA doktora (2008).

## Életpályája
Tanulmányait  1963 és 1968 között az  ELTE BTK történelem-orosz tanári szakon, 1978 és 1981 között az  ELTE BTK levéltár szakon, majd 1979 és 1982 között a budapesti  Hittudományi Akadémián végezte.

### Levéltári munkakörei
1976-1979: Vízügyi Levéltár, Bp., levéltáros. 1979-1994: Prímási Levéltár, Esztergom, igazgató. 
1994: nyugdíj. 1995-1998: Váci Püspöki és Káptalani Levéltár, igazgató. 1996-2005: OKGYK levéltári referens. 2007: A Miasszonyunkról Nevezett Szegény Iskolanővérek budapesti levéltárának vezetője.

### Egyéb megbízatásai
1958-1963: különböző beosztások a Svetits Diákotthonban. 1968-1974: tanár a Svetits Katolikus Gimnáziumban, Debrecenben. 1979-94: esztergomi Érseki Simor Könyvtár, igazgató (néhány éven át a Főszékesegyházi Könyvtár igazgatója is). 1995-98: a Váci Püspöki Könyvtár igazgatója. 1996-2000: OKGYK könyvtári referens.
1994-től az Esztergom-budapesti Főegyházmegye Egyháztörténeti Bizottságának elnöke, egyúttal 2005-től tudományos főmunkatárs.

## Egyesületi tagságai
1995-től az Esztergom-Budapesti főegyházmegye Egyháztörténeti Bizottság elnöke, MLE, MELTE alapító tag, 1993-1998: a MELTE intézőbizottságának tagja. Számos további szakmai szervezet és társulat tagja, kuratóriumi tagja.

## Tudományos fokozatai
- a történelem tudomány kandidátusa (1994).
- az MTA doktora (2008).

## Tudományos publikációi (válogatás)
- Elindította és szerkeszti a Strigonium Antiquum című periodikát.
- Társszerkesztő Bárdos Istvánnal az 1991-1998 között rendezett nemzetközi történész konferenciák előadásainak köteteinél.
- Esztergomi kanonokok, 1900–1985; Görres Gesellschaft, München, 1989 (Dissertationes Hungaricae ex historia ecclesiae)
- Az Esztergomi Főszékesegyházi Könyvtár Batthyány-gyűjteményének katalógusa; OSZK–Scriptum, Bp.–Szeged, 1991 (Magyarországi egyházi könyvtárak kéziratkatalógusai)
- Egyházam és hazám. Mindszenty József hercegprímás szentbeszédei 1-3.; összegyűjt., bev., jegyz. Beke Margit; Esztergomi Főegyházmegye–Budapesti Hitoktatási Felügyelőség, Esztergom–Bp., 1991
- Egyházak a változó világban. A Nemzetközi Egyháztörténeti Konferencia előadásai. Esztergom, 1991. május 29-31.; szerk. Bárdos István, Beke Margit; Komárom-Esztergom Megye Önkormányzata–József Attila Megyei Könyvtár, Tatabánya, 1992
- A magyar katolikus püspökkari tanácskozások története és jegyzőkönyvei 1919–1944 között; összeáll., bev. Beke Margit; Aurora, München–Bp., 1992 (Dissertationes Hungaricae ex historia ecclesiae)
- Simor János emlékkönyv; szerk. Beke Margit; Márton Áron, Bp., 1992 (Strigonium antiquum)
- Magyarok Kelet és Nyugat metszésvonalán. Nemzetközi Történészkonferencia előadásai. Esztergom, 1994. április 13-15.; szerk. Beke Margit, Bárdos István; Esztergom-Budapesti Érsekség–Komárom-Esztergom Megye Önkormányzata–Kultsár István Társadalomtudományi és Kiadói Alapítvány, Esztergom–Tatabánya, 1994
- A Prímási Levéltár nemesi és címeres emlékei; Prímási Levéltár–Kultsár István Társadalomtudományi és Kiadói Alapítvány, Esztergom–Tatabánya, 1995
- A magyar katolikus püspökkari tanácskozások története és jegyzőkönyvei 1945–1948 között; sajtó alá rend., szerk., bev. Beke Margit; Argumentum, Köln–Bp., 1996 (Dissertationes Hungaricae ex historia ecclesiae)
- Ministerio. Nemzetközi Történészkonferencia előadásai. 1995. május 24-26.; szerk. Bárdos István, Beke Margit; Esztergom-Budapesti Érsekség–Komárom-Esztergom Megyei Önkormányzat–Kultsár István Társadalomtudományi és Kiadói Alapítvány, Esztergom–Tatabánya, 1998
- Szentjeink és nagyjaink Európa kereszténységéért. A Vatikáni Kiállítást Előkészítő Bizottság, az Esztergom-Budapesti Főegyházmegye Egyháztörténeti Bizottsága és a Pázmány Péter Katolikus Egyetem által rendezett történész konferencia előadásai. 2000. május 4-5.; szerk. Beke Margit; Esztergom-Budapesti Főegyházmegye Egyháztörténeti Bizottság, Bp., 2001 (Miscellanea Ecclesiae Strigoniensis)
- Pázmány Péter egyházlátogatási jegyzőkönyvei, 1616–1637; vál., bev., jegyz. Beke Margit; Márton Áron, Bp., 1994 (Strigonium antiquum)
- Esztergomi érsekek, 1001–2003; szerk. Beke Margit; Szent István Társulat, Bp., 2003
- Emlékkönyv az esztergomi bazilika felszentelésének 150. évfordulója alkalmából; szerk. Beke Margit; Szent István Társulat, Bp., 2006 (Miscellanea Ecclesiae Strigoniensis)
- Emlékkönyv Pázmány Péter halálának 370. évfordulója alkalmából az Esztergomi (Esztergom-Budapesti) Főegyházmegye papságának szentelési és halálozási adataival, 1892iói (v2006; szerk. Beke Margit; Szent István Társulat, Bp., 2008 (Miscellanea Ecclesiae Strigoniensis)
- Az Esztergomi (Esztergom-Budapesti) Főegyházmegye papsága, 1892–2006; Szent István Társulat, Bp., 2008
- Boldog Meszlényi Zoltán Lajos püspök élete és halála; tan. Erdő Péter; Szt. István Társulat, Bp., 2009
- A 2010. szeptember 15-i "Egyházi heraldikai emlékeink nyomában" című konferencia előadásai és a kiállítás anyaga; szerk. Beke Margit; Szent István Társulat, Bp., 2011 (Miscellanea Ecclesiae Strigoniensis)
- Az esztergomi bazilika; Editions Du Signe, Strasbourg, 2011 (megjelent angolul és németül is)
- Fejezetek az új- és legújabb kori elitképzéshez. A katolikus egyház szerepe a modern magyar értelmiségi elit nevelésében a bécsi Pázmáneumban. Akadémiai doktori értekezés; Szent István Társulat, Bp., 2011
- A katolikus Budapest. Általános történeti szempontok. Plébániák 1-2.; szerk. Beke Margit; Szent István Társulat, Bp., 2013
- A magyar katolikus püspökkari tanácskozások története és jegyzőkönyvei 1945–1948 között; vál., sajtó alá rend. Beke Margit; MTA BTK TTI, Bp., 2015 (Magyar történelmi emlékek. Okmánytárak. Egyháztörténeti források)
- A magyar katolikus püspökkari tanácskozások története és jegyzőkönyvei 1892–1918 között; szerk., vál., jegyz., mellékletek Beke Margit; Szt. István Társulat, Bp., 2018
- Keresztelő Szent János Laikus Káptalan
- Katteka
- Szent István Könyváruház Archiválva 2015. november 25-i dátummal a Wayback Machine-ben
- Bővebben lásd Beke Margit teljes publikációs listája

## Díjai, elismerései
- Kormos László-díj (Magyarországi Egyházi Levéltárosok Egyesülete): (2000)
- Pauler Gyula-díj (Nemzeti Kulturális Örökség Minisztérium): (1996)
- Komárom-Esztergom Megyéért Díj: (1994)